# 田島信元
田島 信元（たじま のぶもと、1946年 - ）は、日本の心理学者。東京外国語大学名誉教授、白百合女子大学文学部児童文化学科発達心理学専攻教授。専門領域は、発達心理学と文化心理学など。博士(人間科学)。福岡県福岡市出身。

## 主な経歴
- 1965年 福岡県立修猷館高等学校 卒業
- 1971年 東京外国語大学外国語学部ロシア語学科 卒業
- 1974年 東京大学大学院教育学研究科修士課程教育心理学専攻 修了
- 1974年 北海道大学教育学部発達心理学講座助手
- 1984年 東京外国語大学外国語学部教職課程心理学研究室助教授、のち教授
- 1997年 博士(人間科学) 大阪大学
- 2009年 白百合女子大学文学部児童文化学科発達心理学専攻教授・同大学院発達心理学専攻主任など

## 主な近著
- 2004年 発達心理学 武蔵野大学通信教育部
- 2004年 高齢者がこどもの「脳」を育てる 学習研究社
- 2006年 大人になったピーターパン アートデイズ
- 2007年 通知票をどう読む？どう生かす 小学館
- 2007年 子どもの発達に合わせた親の関わり方 小学館
- 2007年 文化心理学の起源と源流 朝倉書店
- 2007年 男の子の育て方 大泉書店
- 2007年 女の子の育て方 大泉書店

## 最近の主要論文
- 2004年 学習課題の遂行が老年期痴呆患者の認知機能に及ぼす効果 老年精神医学雑誌
- 2004年 Reading aloud and arithmetic calculation inprove frontal function of people with demetia, Journal of Gerontology：Siries A：Biological Science and Medical Science
- 2006年 子どもの変容と発達心理学 子どもの定時・定点活動における成長と指導者養成事業報告書, 社団法人全国子ども会連合会, pp104-120
- 2007年 認知症高齢者の脳機能賦活および認知機能、日常生活機能の改善に及ぼす学習者・学習療法スタッフ間コミュニケーション過程の影響, 白百合女子大学研究紀要43, pp107-124
- 2007年 児童文化財が子どものコミュニケーション能力促進に及ぼす影響:実践活動評価研究, 子どものコミュニケーション能力の開発：児童文化財を通じての子ども同士のコミュニケーション能力を高めるための調査研究事業報告書社団法人全国子ども会連合会, pp124-135
- 2007年 コミュニケーション能力の発達と評価;児童文化財を通じての子ども同士のコミュニケーション能力を高める調査研究, 子どものコミュニケーション能力の開発：児童文化財を通じての子ども同士のコミュニケーション能力を高めるための調査研究事業報告書社団法人全国子ども会連合会, pp93-107

## 所属学会
- 日本心理学会 (将来構想検討委員会委員長 2007年 国内)
- 日本発達心理学会 (常任理事 2008年 国内)
- 日本教育心理学会 (国内)
- International Society for Cultural and Activity Research (国外)
- 日本乳幼児医学・心理学会 (評議員 国内)
- 社会言語科学会 (国内)
- 日本心理学諸学会連合 (常任理事 2007年 国内)
- 日本パーソナリティ心理学会 (国内)